# Ada Henry Van Pelt
Ada Henry Van Pelt (1838 - 7 de agosto de 1923) foi uma activista pelo sufrágio e de temperança, editora, conferencista e, mais tarde na vida, uma inventora. Ela detinha várias patentes, incluindo uma de um purificador eléctrico de água, patenteado quando ela tinha 74 anos.

## Início de vida
Ada Henry nasceu em 1838, em Princeton, Kentucky, filha do major C. B. Henry, um banqueiro. Ela tinha uma irmã Anna e um irmão, A. P. Henry, que comandou a 15ª Cavalaria de Kentucky durante a Guerra Civil.

## Carreira
Van Pelt foi editora e redatora principal do semanário de temperança Pacific Ensign por seis anos, terminando em 1897. Durante o seu tempo no semanário, ela serviu como presidente da Pacific Coast Woman's Press Association. Ela fez uma digressão de palestras em 1898, falando sobre a Califórnia e o seu trabalho com a Cruz Vermelha Norte-americana durante a Guerra Hispano-Americana, com ilustrações.
Também escreveu duas peças que foram produzidas na área de São Francisco, "The Cross Roads School", uma "burlesca ruidosa" e "The Quaker Sentinel", um drama da Guerra Civil.
Van Pelt detinha várias patentes, incluindo uma para um bloqueio de permutação melhorado, e outra denominada "An Apparatus for Utilizing Momentum" em 1911.  Ela tornou-se um membro honorário da Academia Francesa de Ciências em 1912.

## Vida pessoal
Ada Henry casou-se com o Capitão Charles E. Van Pelt em 1864, enquanto ele servia no 48º Regimento de Infantaria Montada Voluntária do Kentucky. O casal mudou-se para o Nebraska após a Guerra Civil. Em 1889, a Sra. Van Pelt mudou-se para a Califórnia. Ada Henry Van Pelt foi uma das fundadoras da biblioteca pública em Lincoln, Nebraska. Ela era membro do Ebell Club em Los Angeles.
Ada Henry Van Pelt morreu em 1923, aos 84 anos.